# Losberger De Boer
Losberger De Boer ist die 2017 vollzogene Fusion der niederländischen Firma De Boer und der deutschen Firma Losberger. Sie ist ein weltweit tätiges Unternehmen für temporäre Zelte, Hallen und auch dauerhafte Gebäude, die nach den Wünschen ihrer Kunden konzipiert, hergestellt und zum Verkauf und zur Vermietung angeboten werden. Neben der Zentrale im Bad Rappenauer Stadtteil Fürfeld bestehen weltweit über 20 Produktionsstätten und Niederlassungen. Losberger De Boer beschäftigt derzeit rund 1.200 (Stand 2020) Mitarbeiter.

## Firmengründer

### Friedrich Losberger

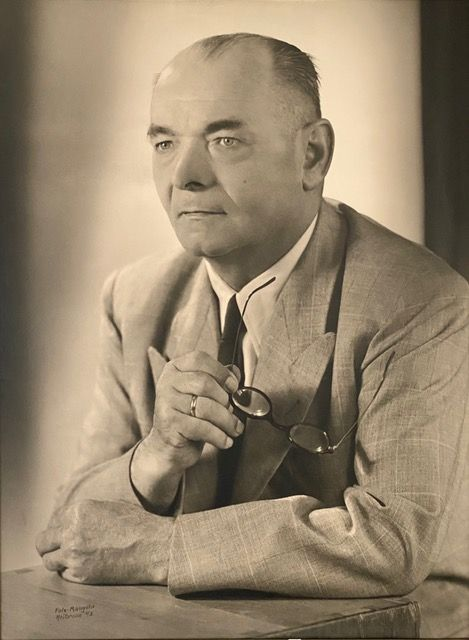
Friedrich Losberger

(* 17. September 1891 in Ilsfeld; † 7. April 1962 in Heilbronn) war der Sohn einer Bauernfamilie mit 8 Kindern. Schon früh hatte er sich gegen den Willen seiner Eltern gegen die bäuerliche Tätigkeit entschieden und nach der Volksschule von 1905 bis 1909 das Schlosserhandwerk erlernt. Als Geselle führten ihn, wie damals noch oft üblich, seine Wanderjahre entlang des Rheins bis in das Ruhrgebiet, wo er zeitweise auch bei Krupp in Essen in seinem erlernten Beruf arbeitete und seine Fertigkeiten vervollkommnete.
Im September 1911 wurde er zum 2. Lothringischen Infanterie-Regiment Nr. 131 nach Mörchingen bei Metz eingezogen und zum Sanitäter ausgebildet. 1913 aus der Reichswehr entlassen, wurde er aber mit Beginn des 1. Weltkriegs wieder einberufen und musste seinen Kriegsdienst als Sanitäter von 1914 bis 1917 meist in Frankreich, in der Gegend von Lille und in den Argonnen leisten.
Bei einem Fronturlaub heiratete er am 12. September 1916 seine Frau Berta geb. Lieb. Am 24. September 1917 wurde dann sein Sohn und Erbe Helmut geboren.

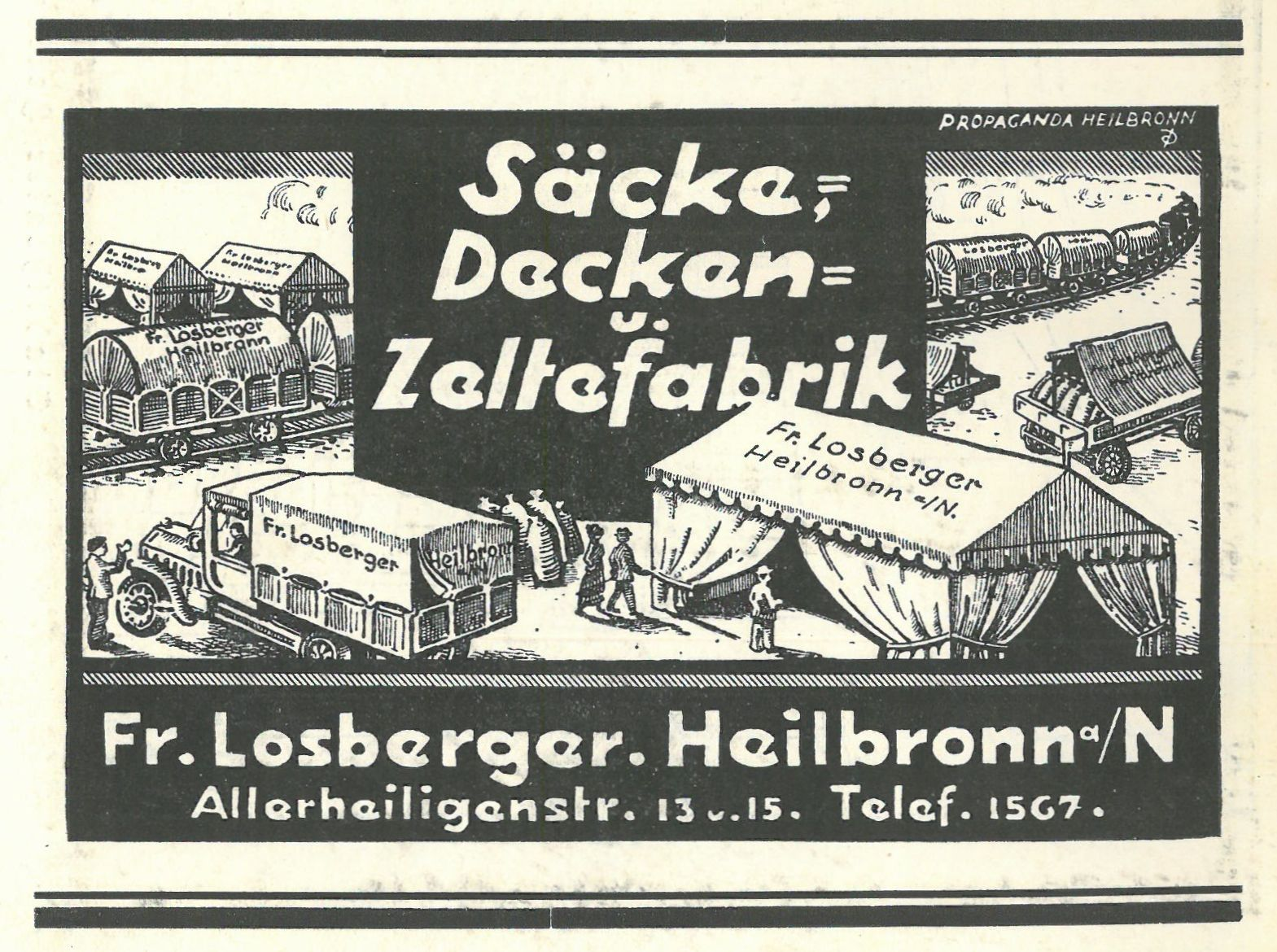
Werbung für die Säcke-, Decken- und Zeltefabrik Fr. Losberger (1925)

Der schon vor vielen Jahren gefasste Entschluss einmal Unternehmer zu werden, hat er dann Ende 1918 mit der Kündigung bei der Maschinenfabrik Weipert in Heilbronn besiegelt. Zum 1. Januar 1919 meldete Losberger den Gewerbebetrieb Friedrich Losberger, Sackhandlung an. Dass Losberger seine Sackhandlung schon 1925 in Friedrich Losberger, Fabrik für Planen und Wagendecken umbenannte und sein Unternehmen von einem Fachgeschäft in eine kleine Manufaktur umwandelte, war wohl eher dem Zufall der Durchreise eines kleinen Wanderzirkus zu verdanken, als seinen eigenen zielgerichteten Expansionsideen. Von dem Besitzer des Zirkus wurde Losberger gebeten, ein Stallzelt für die Tiere des Zirkus zu fertigen, das er zur vollen Zufriedenheit seines Auftraggebers in die Tat umsetzte. Mit diesem ersten, von ihm selbst produzierten Zelt, erregte Losberger auch über die Grenzen Heilbronns Aufmerksamkeit und verzeichnete kurzfristig so viele Aufträge, dass er sich vom Sackhändler zum Unternehmer mit einer Produktionsstätte für Planen, Wagendecken und Zelte weiterentwickelte.
Mehr Höhen als Tiefen prägten den weiteren Weg des Unternehmens bis zu der Katastrophe am 4. Dezember 1944, als Heilbronn während eines Luftangriffs dem Erdboden gleichgemacht wurde. Losbergers Betriebsstätte in Heilbronn wurde ebenfalls vollständig zerstört und er musste seine Werkstätten in leer stehenden Räumlichkeiten nach Böckingen als Provisorium verlegen. Der Wiederaufbau der neuen Firma in Heilbronn wurde 1947 in Angriff genommen. Im August 1947 war Richtfest und am 1. August 1948 war die Betriebsverlegung von Böckingen nach Heilbronn in die neuen Produktionsstätten.

### Klaas de Boer
(* 20. Juni 1899 in Heerhugowaard; † 1963 in Hensbroek, Niederlande). 1924 baute de Boer als Inhaber eines Cafés und Betreiber eines Lebensmittelgeschäfts in Hoensbroek in Nordholland aus Anlass eines örtlichen Dorffestes ein temporäres, überdachtes Kaffeehaus mit Stangen und gemieteten Zelttüchern. Als er daraufhin gebeten wurde, auf anderen Veranstaltungen in der Umgebung ebenfalls seine temporären Dienste anzubieten, kaufte er ein gebrauchtes Zirkuszelt.
Seine Geschäftsidee wurde weit über die Grenzen Nordhollands hinaus bekannt, und de Boer sah sich gezwungen seine Angebotspalette zu erweitern. Aber anders als sein Pendant Losberger in Deutschland, verlegte er sich mehr und mehr auf den Kauf eines für diesen Zweck entsprechenden Sortiments, das er dann an seine jeweiligen Kunden nach deren Wünschen vermietete oder auch in eigener Regie bewirtschaftete.
Erst in den 1930er Jahren, nachdem sein Sohn Jan de Boer in das Geschäft mit eingetreten ist, wurde eine Nähmaschine gekauft, um selbst Reparaturen oder kleinere Änderungen am eigenen Bestand realisieren zu können. Trotzdem führte die Weltwirtschaftskrise in diesem Jahrzehnt zu einer Delle in der Expansionspolitik der Firma, von der sich sein Unternehmen aber 1936 schon wieder erholt hatte.
Relativ unbeschadet steuerte de Boer seinen Betrieb im Zweiten Weltkrieg durch die deutsche Besatzungszeit in den Niederlanden.
Erst nach dem Ende des Krieges fokussierte de Boer seine Firma auf die eigene Herstellung von Zelten und deren Vermietung.

## Geschichte

### Gründerjahre
Im Januar 2019 feierte Losberger De Boer sein 100-jähriges Bestehen. Beide Gründer erkannten damals die Vorteile von Zelten für unterschiedliche Einsatzzwecke, und so konzentrierten sich beide Unternehmen im Laufe der Zeit immer stärker auf temporäre Konstruktionen. Bei Klaas De Boer waren es zunächst Zelte, um sein immer größer werdendes mobiles Catering-Geschäft zu betreiben. Bei Friedrich Losberger ging es von Beginn an um die Produktion, die Vermietung und den Verkauf von Zelten und Hallen, die für viele Einsatzbereiche wie Veranstaltungen, Lager und Unterkünfte genutzt wurden. Wie bei Klaas De Boer spielten dabei die Veranstaltungszelte auch beim Heilbronner Unternehmen die wichtigste Rolle.

### Ideen und Wachstum

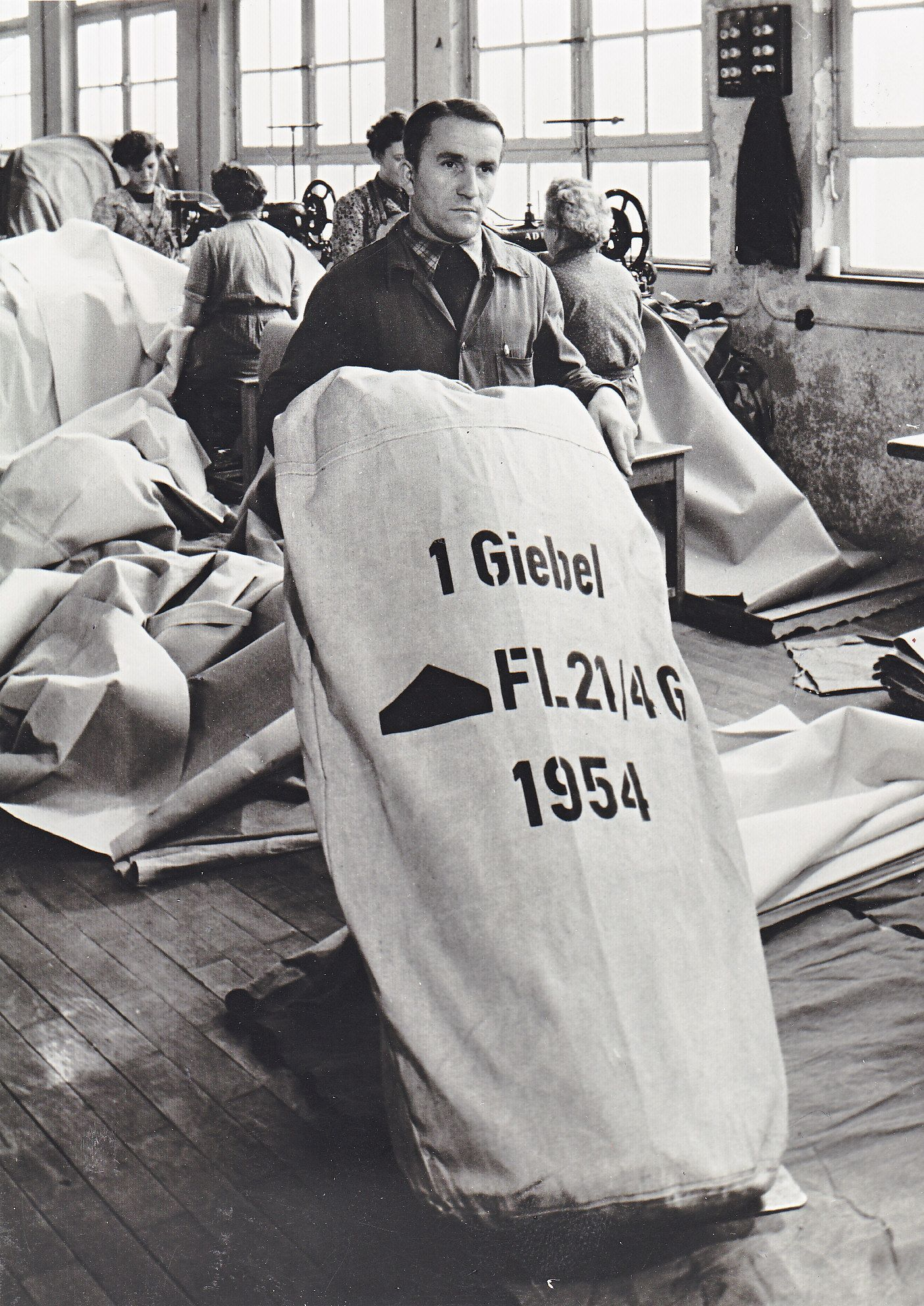
Planenkonfektion 1954

Nach dem Zweiten Weltkrieg baute Friedrich Losberger sein im Krieg zerstörtes Werk wieder auf und bezog 1947/48 den neuen Standort in Heilbronn, trotz Währungsreform und Abwertung der Reichsmark. Zur Geldbeschaffung wurde der Leiternbau samt Patent und Maschinen an Layher verkauft. Von da an drehte sich wieder alles um den Mobilbau und ein ordentliches Wachstum des Unternehmens. Auch bei Klaas De Boer begann in der Zeit nach dem Krieg eine starke Wachstumsphase. Er konzentrierte sich auf die Produktion und landesweite Vermietung von Zelten als temporäre Lösungen für unterschiedlichste Nutzungen.
Die 1950er Jahre markierten dann bei Losberger den Beginn vielfältiger Entwicklungen im Mobilbau. Einige davon stellen auch heute noch weltweit den Stand der Technik dar. Zu den Erfindungen und Entwicklungen zählen unter anderem die Zweigelenkbinder-Halle mit Erdnagel-Verankerung, damals noch Konstruktionen aus Holz und Stahl. 1974 entwickelt und präsentiert Losberger das erste Aluminiumzelt der Welt mit stranggepressten Hohlkastenprofilen mit Nuten, Tragwerke mit vom Boden aus einziehbaren Dachplanen. Ende der 70er-Jahre wird De Boer Kaufkunde von Losberger. Unter der neuen Generation mit Friedrich Losberger jun. ab 1981 folgen dann Zeltbaukastensysteme für kleinere und große Spannweiten. Losberger mit De Boer entwickeln 1989/90 gemeinsam den ersten patentierten Großzelt-Palettenfußboden und weitere zukunftsweisende Innovationen. Aber auch die Gründung mehrerer Niederlassungen begann in dieser Zeit. Das Exportgeschäft bei Losberger wird 1993 mit dem Umzug ins neue Werk nach Fürfeld intensiv begonnen. Mitte/Ende der 90er Jahre rückten Zeltarchitektur und -ausstattung in den Mittelpunkt. Ein Trend zu ästhetischen Formen und komfortabler Umgebung begann. Bei Losberger  wurde dies meist innerhalb der bestehenden Baukastensysteme realisiert, wodurch in der Zeltvermietung neue Trends wirtschaftlich realisiert werden konnten – nicht nur für das eigene Vermietungsgeschäft, sondern auch das der Kunden, die selbst als Vermieter im Markt tätig waren. Eine Vielfalt an Formen und Ausführungen entstand, so dass die Beschreibung Zelt bald nicht mehr zutreffend war.
Vor allem die 1990er und 2000er Jahre standen für die besonders dynamische Entwicklung temporärer Gebäude und Ausstattungselemente, sowie für die stetige Internationalisierung, ausgehend von Deutschland und den Niederlanden. Gebäudeästhetik und Nutzungskomfort näherten sich Bereichen, die von normalen Immobilien kaum mehr zu unterscheiden waren, und zuvor nicht für möglich gehalten wurden. Bogen- und Pultdächer, kubische Gebäudeformen, 2-3-geschossige Ausführungen und Membrandächer verliehen den temporären Gebäuden einen völlig neuen, großzügigen Auftritt, weit weg vom klassischen Satteldachzelt. Feste Wände verhindern das Schlagen und Flattern von Planen, aber auch den unerlaubten Zugang ins Gebäude wurde im Vergleich zu den Zeltvorhängen unterbunden. Ein weiterer Entwicklungsschritt kam schließlich mit dem Einsatz gedämmter hartschaliger Wandelemente und aufblasbarer Dachplanen. Diese Thermoplanen verbesserten den Energieverbrauch beim Beheizen und Klimatisieren deutlich und somit erhöht sich die Nachhaltigkeit beim Einsatz dieser mobilen Gebäude enorm.
Neben den Aluminiumkonstruktionen weitete sich das Programm ab 2010 auch auf Hallen mit Stahltragwerken, Container und Raummodule sowie besonders schnell aufzubauende Zelte mit aufblasbarem Tragwerk aus. Auch Turnkey-Projekte begannen eine wichtige Rolle zu spielen.

### Zusammenschluss

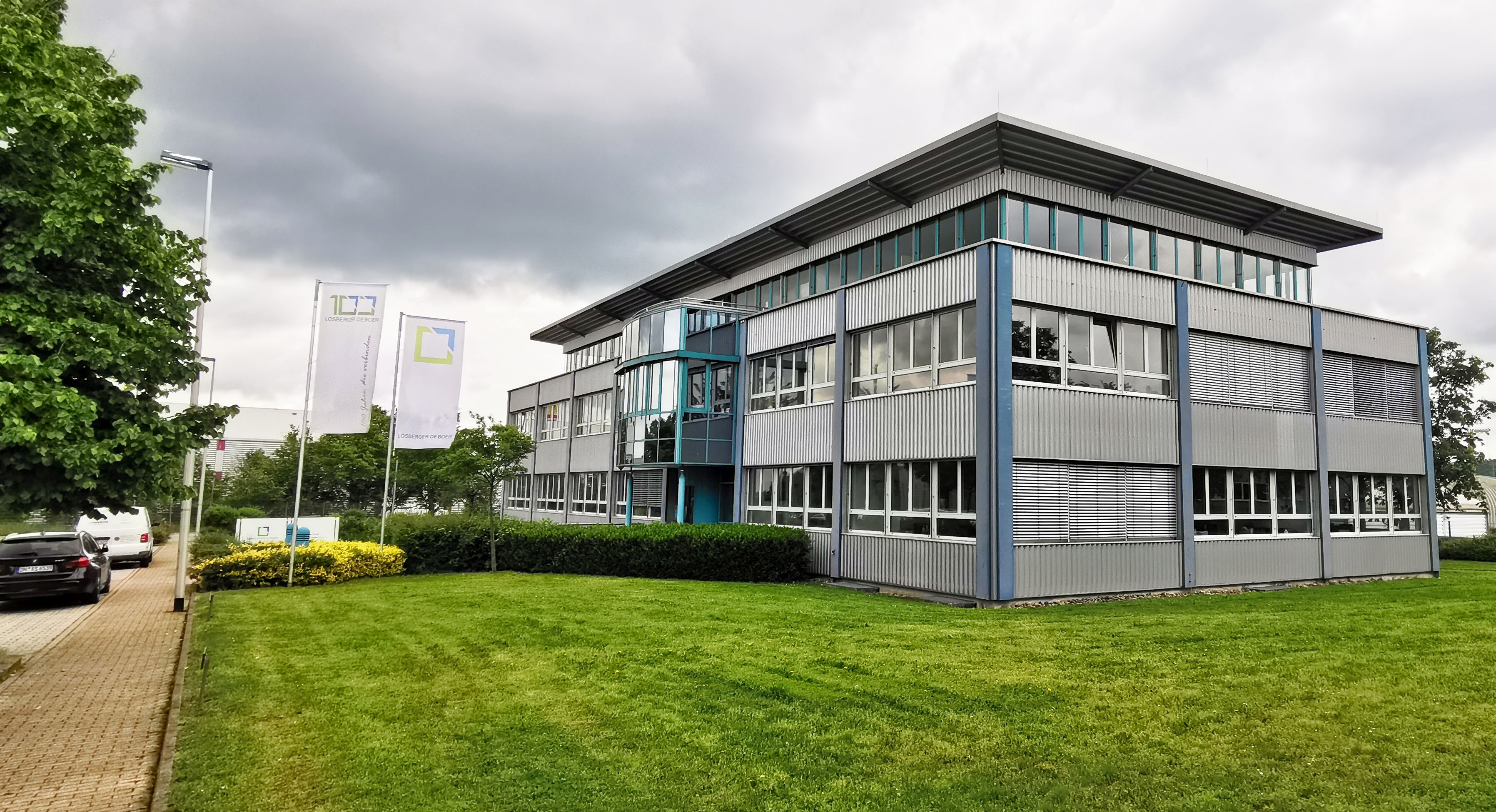
Firmensitz Losberger De Boer

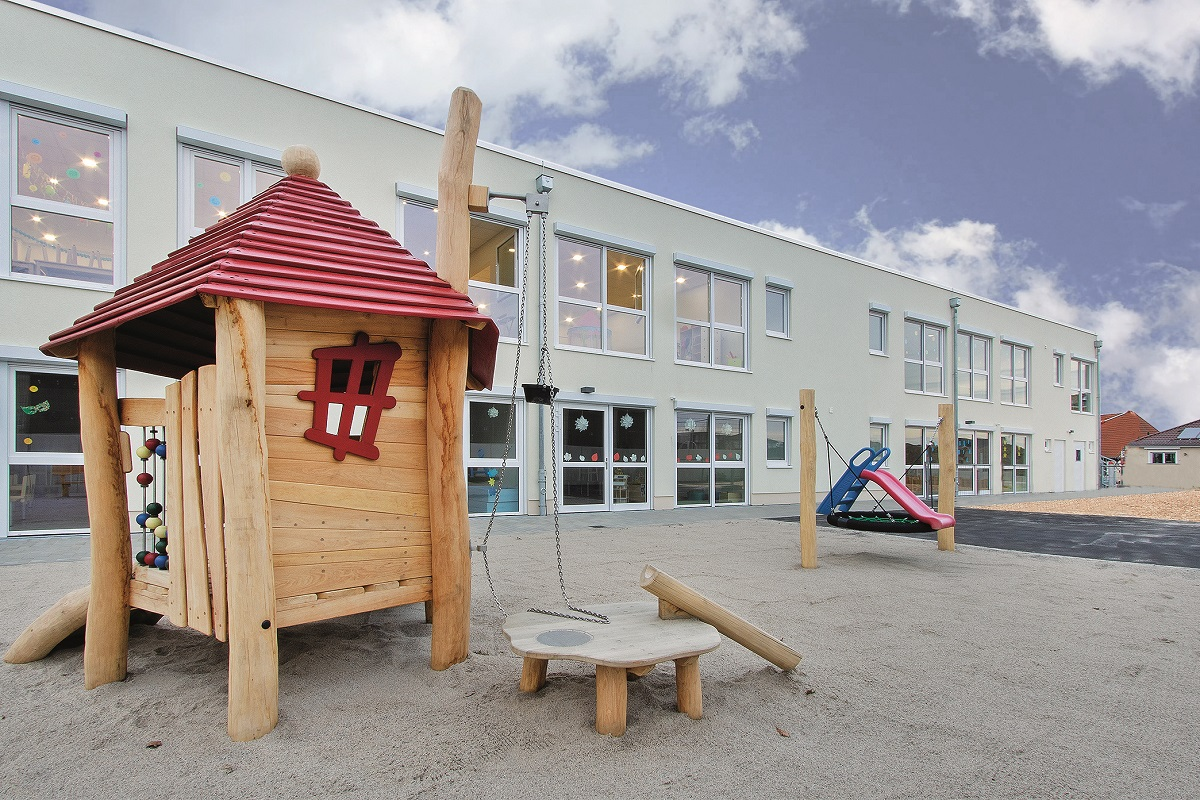
Kindergarten aus Containermodulen

2017 fand dann nach 40 Jahren enger Geschäftsbeziehung der Zusammenschluss der beiden Unternehmen statt. Der neue Markenname beinhaltet die Namen beider, schon vor deren Fusion weltweit bekannter Markt-Trendsetter für mobile Gebäude und lautet nun Losberger De Boer. Schon schnell zeigte sich als Folge dieser Allianz, dass auch zwei, schon zuvor bedeutende Unternehmen der Branche, ihre Stärken in Know-how, Organisation, Marktzugang und Kapazitäten zum beidseitigen Vorteil zu bündeln fähig sind. Von der Produktentwicklung über die Produktion bis zum Verkauf und Vermietung befindet sich alles „in einer Hand“. Die Bündelung des Know-how aus beiden Häusern führte schnell zu einer hohen, umfassenden Kompetenz in den Feldern des Mobilbaus, verbunden mit einer besonders intensiven Präsenz in den bestehenden Märkten und einer ausgezeichneten Basis um für die Herausforderung der Zukunft gerüstet zu sein. Zudem bietet Losberger De Boer seinen Kunden und Partnern große Ressourcen in Material, Know-how und Service.

### Märkte und Zielgruppen

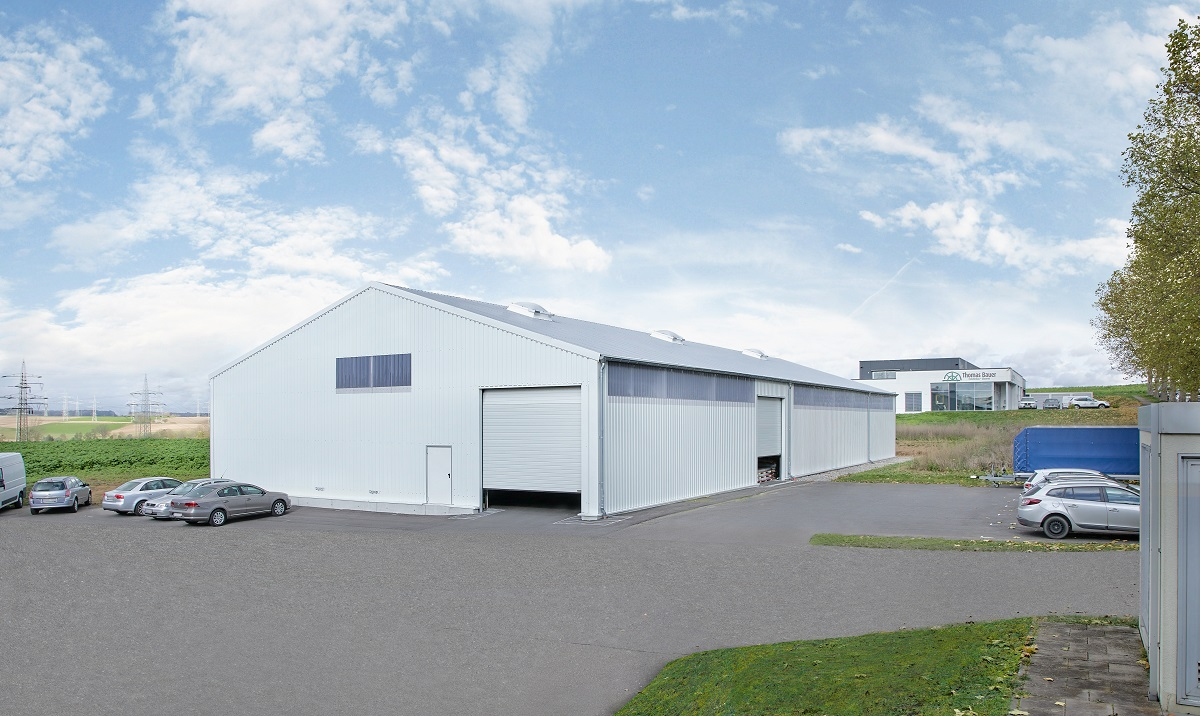
Permanente Industriehalle

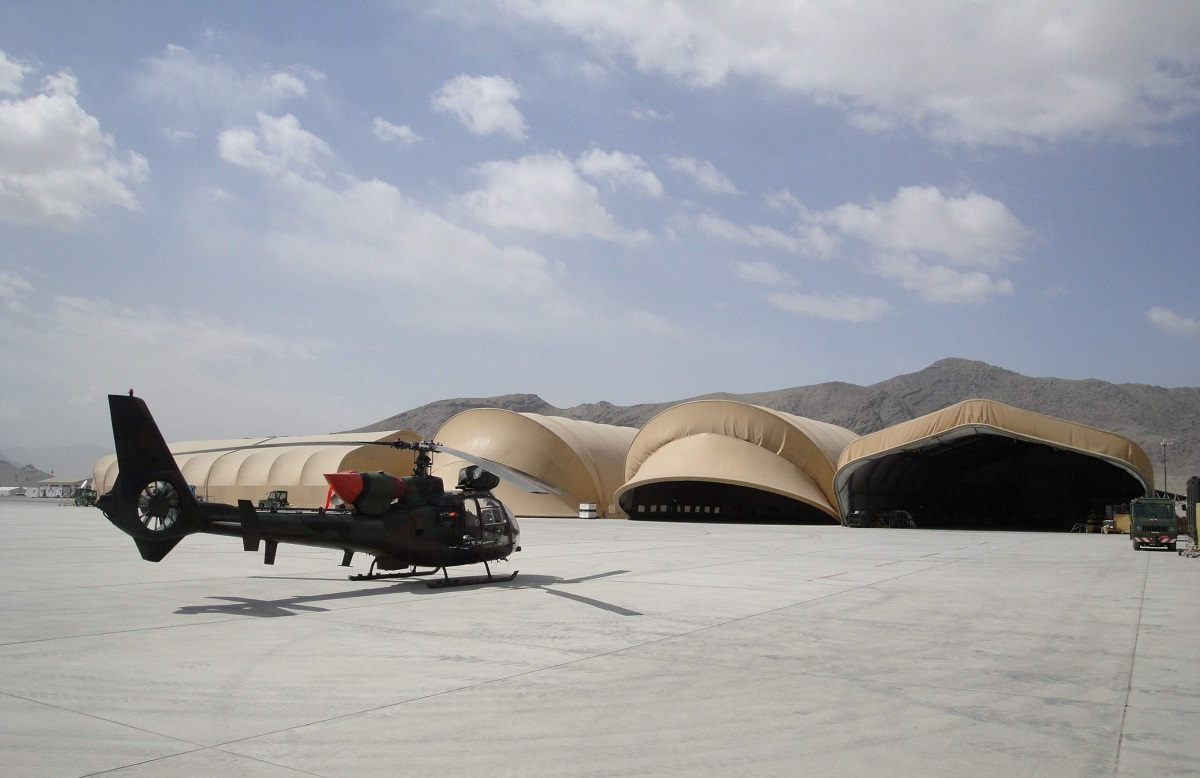
Mobile Flugzeughangars

Weltweit ist Losberger De Boer heute bei internationalen Großevents vertreten. So zum Beispiel bei den Olympischen Spielen, Fußballweltmeisterschaften und vielen anderen Großveranstaltungen in Sport, Politik und Kultur. Aber auch in der Wirtschaft sowie im Kommunalsektor hat das Unternehmen seinen festen Platz errungen. Dies zeigt sich im heutigen Angebot von Losberger De Boer. Es umfasst die Produktion, den Verkauf und die Vermietung von  unterschiedlichen temporären und permanenten Raumlösungen.
Für den Verkauf sind die Vermieter von Veranstaltungszelten und temporären Eventgebäuden weltweit eine der wichtigsten Zielgruppen. In der Vermietung werden vor allem komplexe, großflächige Events bedient. Schlüsselfertige Projekte werden heute aus der Wirtschaft wie dem öffentlichen Bereich zum Kauf und zur Miete nachgefragt. Und schließlich sind schnell zu errichtende Konstruktionen mit aufblasbarem Tragwerk unverzichtbarer Ausrüstungsbestandteil bei Streitkräften, NGOs und Regierungsbehörden. So zählen zu den Einsatzfeldern von Losberger De Boer und seinen Kunden unter anderem Firmen- und Sportveranstaltungen, Ausstellungen, Kongresse und Tagungen, Lager- und Produktionshallen, Sporthallen, Schulen, Kindergärten, Büros und Bürogebäude, Verkaufsräume für den Handel, Hangars und Flughafenterminals, Feldlager, Mannschaftsunterkünfte und Hospitäler.